# Eichenspringrüssler

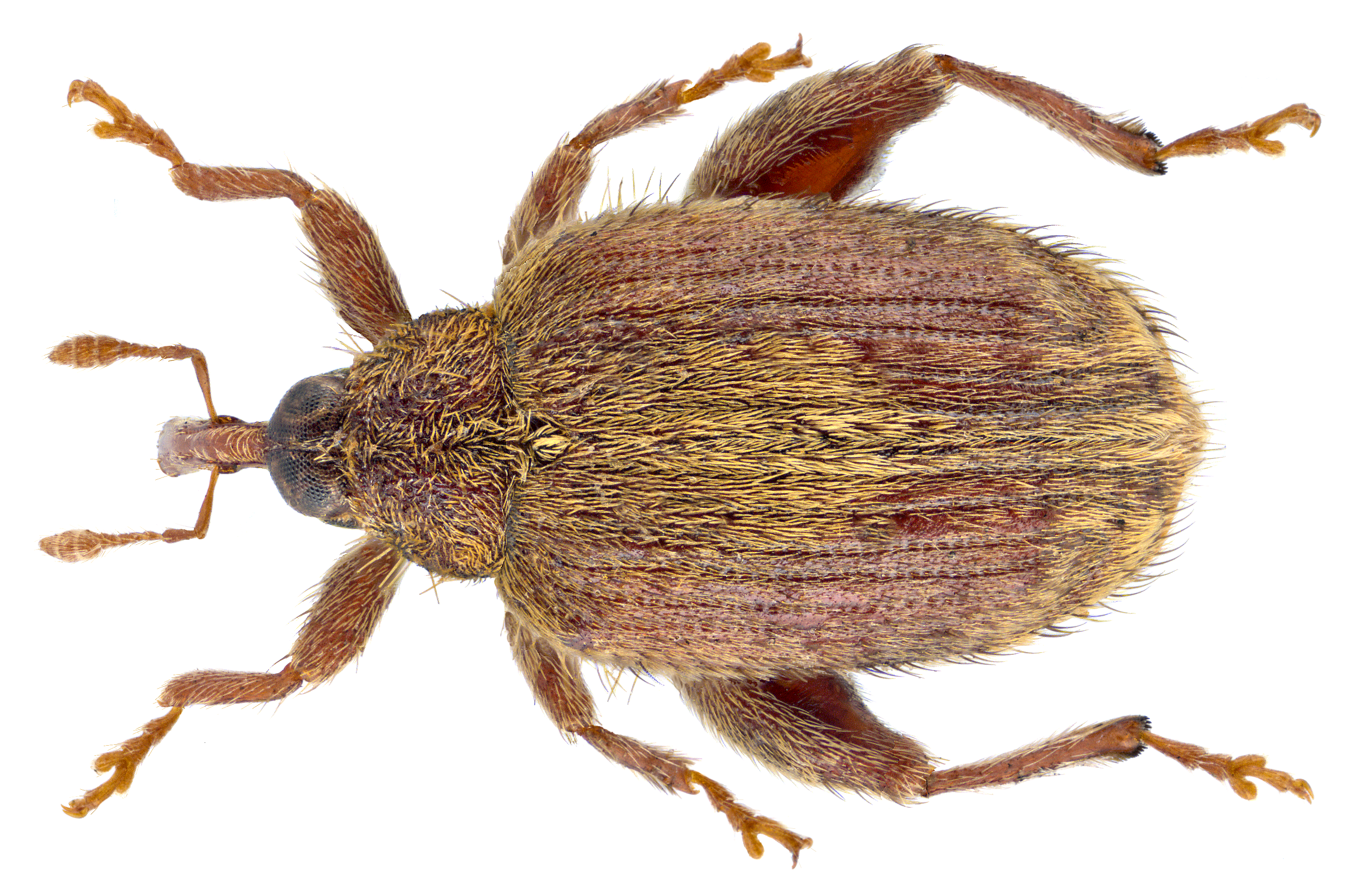
Präparat, Dorsalansicht

Der Eichenspringrüssler (Orchestes quercus) ist ein Käfer aus der Familie der Rüsselkäfer (Curculionidae).

## Merkmale
Die rotbraunen, dicht behaarten Käfer sind 2,7 bis 3,7 Millimeter lang. Sie besitzen eine dicht anliegende seidig gelbe Behaarung. Auf der vorderen Hälfte der Flügeldecken befindet sich ein breites hell behaartes Dreieck. Die Seiten von Halsschild und Flügeldecken weisen lange abstehende Haare auf. Die vorderen und mittleren Femora besitzen ein Zähnchen, die hinteren Femora eine Reihe spitzer Zähne. Die Käfer besitzen ähnlich Flohkäfern verdickte Hinter-Femora, mit denen sie sich bei Gefahr mit einem Sprung in Sicherheit bringen können.

## Verbreitung
Die Käferart ist im südlichen Nordeuropa, in Mitteleuropa und Südeuropa verbreitet. Sie ist in Süd- und Mittel-Skandinavien sowie auf den Britischen Inseln vertreten. Auf der Iberischen Halbinsel fehlt sie. Im Süden reicht das Vorkommen über Italien und die Mittelmeerinseln Korsika,  Sardinien und Sizilien bis nach Nordafrika, im Osten bis in den Nahen Osten.

## Lebensweise
Die Käfer beobachtet man meist in der Zeit von April bis August. Die adulten Käfer nagen an der Blattunterseite verschiedener Eichen (Quercus), insbesondere an Jungpflanzen. Die Blätter können dabei skelettiert werden.
Die Eiablage (Oviposition) findet nach der Überwinterung statt. Die Weibchen platzieren ihre Eier auf der Blattunterseite in den Blattmittelnerv. Die Käferlarven bilden im Blatt eine hellgelbe Platzmine, in der sie sich verpuppen. Die Larvenentwicklung dauert gewöhnlich von Mai bis Juni. Die Käfer der neuen Generation erscheinen Ende Juni.

## Gefährdung
Die Art gilt in Deutschland als ungefährdet.

## Taxonomie
In der Literatur finden sich folgende Synonyme:
- Rhynchaenus quercus (Linnaeus, 1758)